# Ron DeSantis
Ronald Dion DeSantis, detto Ron (Jacksonville, 14 settembre 1978), è un politico ed ex militare statunitense, governatore della Florida dal 2019 ed in precedenza membro della Camera dei Rappresentanti per lo stesso stato dal 2013 al 2018.
Dal 24 maggio 2023 al 21 gennaio 2024 è stato candidato alle primarie del Partito Repubblicano del 2024 alla Presidenza degli Stati Uniti d'America in vista delle elezioni presidenziali del 2024. Dopo il ritiro dalle primarie ha annunciato il suo sostegno a Donald Trump.

## Biografia
Ronald DeSantis è nato il 14 settembre 1978 a Jacksonville, in Florida, da Ronald Daniel DeSantis e Karen Rogers (il cognome di sua madre era Ruggiero, prima che suo nonno, Philip Ernest Ruggiero, lo cambiasse in Rogers). È italoamericano, dato che è discendente da italiani immigrati negli Stati Uniti dall'Italia durante gli anni dell'emigrazione italiana in America. Da parte di madre, infatti, discende da bisnonni campani, molisani, e abruzzesi, tutti emigrati dall'Italia negli Stati Uniti. Tutti i suoi otto bisnonni sono nati in Italia, originari di comuni situati nelle province di Avellino (Castelfranci), Campobasso (Castelbottaccio), Caserta (Sessa Aurunca) e L'Aquila (Bugnara, Cansano, Pacentro, e Pratola Peligna). Suo nonno paterno era Daniel DeSantis, nato a Beaver da genitori italiani immigrati negli Stati Uniti, Nicola DeSantis e Maria Nolfi, nati, rispettivamente, a Cansano e Bugnara, in provincia dell'Aquila.
La madre di DeSantis, infermiera, e suo padre, che installava i Nielsen TV rating per la misurazione dell'audience televisiva, si incontrarono negli anni '70 quando erano studenti all'Università di Youngstown, nell'Ohio. La sua famiglia si è trasferita a Orlando, poi ha traslocato a Dunedin quando aveva sei anni. DeSantis ha frequentato la Our Lady of Lourdes Catholic School e la Dunedin High School, diplomandosi nel 1997.
Dopo il liceo, DeSantis ha studiato storia a Yale, prestigiosa università privata con sede a New Heaven. Mentre frequentava Yale ha svolto diversi lavori, tra cui assistente elettricista e allenatore di baseball. DeSantis si è laureato a Yale in storia nel 2001 con un B.A. magna cum laude. In seguito ha frequentato la Harvard Law School, laureandosi in legge nel 2005, magna cum laude, col titolo di Juris Doctor . Nel 2004 si è arruolato nella United States Navy ed entrò a far parte del Judge Advocate General's Corps (corpo della magistratura militare), lavorando sia a Guantánamo sia sul teatro di guerra dell'Iraq, prima di essere congedato nel 2010 col grado di capitano di corvetta. DeSantis fu anche insignito della Bronze Star Medal.
Tornato alla vita civile, insegnò diritto militare all'università e, in seguito, si dedicò alla politica nelle file del Partito Repubblicano. Nel 2012 fu eletto alla Camera dei rappresentanti. Nel 2018 fu candidato alla carica di governatore della Florida, avendo vinto le primarie repubblicane. Il 10 settembre 2018 si dimise dalla carica di deputato per concentrarsi nella competizione per la carica di governatore.
Fu eletto il 6 novembre col 49,6%, battendo di stretta misura il democratico Andrew Gillum. Nel suo primo mandato gli è stato attribuito il merito di aver tagliato le spese e di aver raggiunto un avanzo di bilancio record. Inoltre, si è impegnato in azioni di recupero dopo l'uragano Ian e l'uragano Nicole.
DeSantis prestava ancora servizio come riservista della United States Navy al momento della sua candidatura al governatorato della Florida. La sua appartenenza alla United States Navy è terminata nel 2019, poco dopo il suo insediamento governativo.
Considerato un politico molto popolare, DeSantis è stato rieletto governatore della Florida nel 2022, sconfiggendo il candidato democratico Charlie Crist con un margine di 19,4 punti percentuali, primo governatore della Florida a ottenere un tale risultato in 40 anni, al punto che i giornali hanno parlato di una vittoria simile a "una valanga".

### Campagna presidenziale 2024

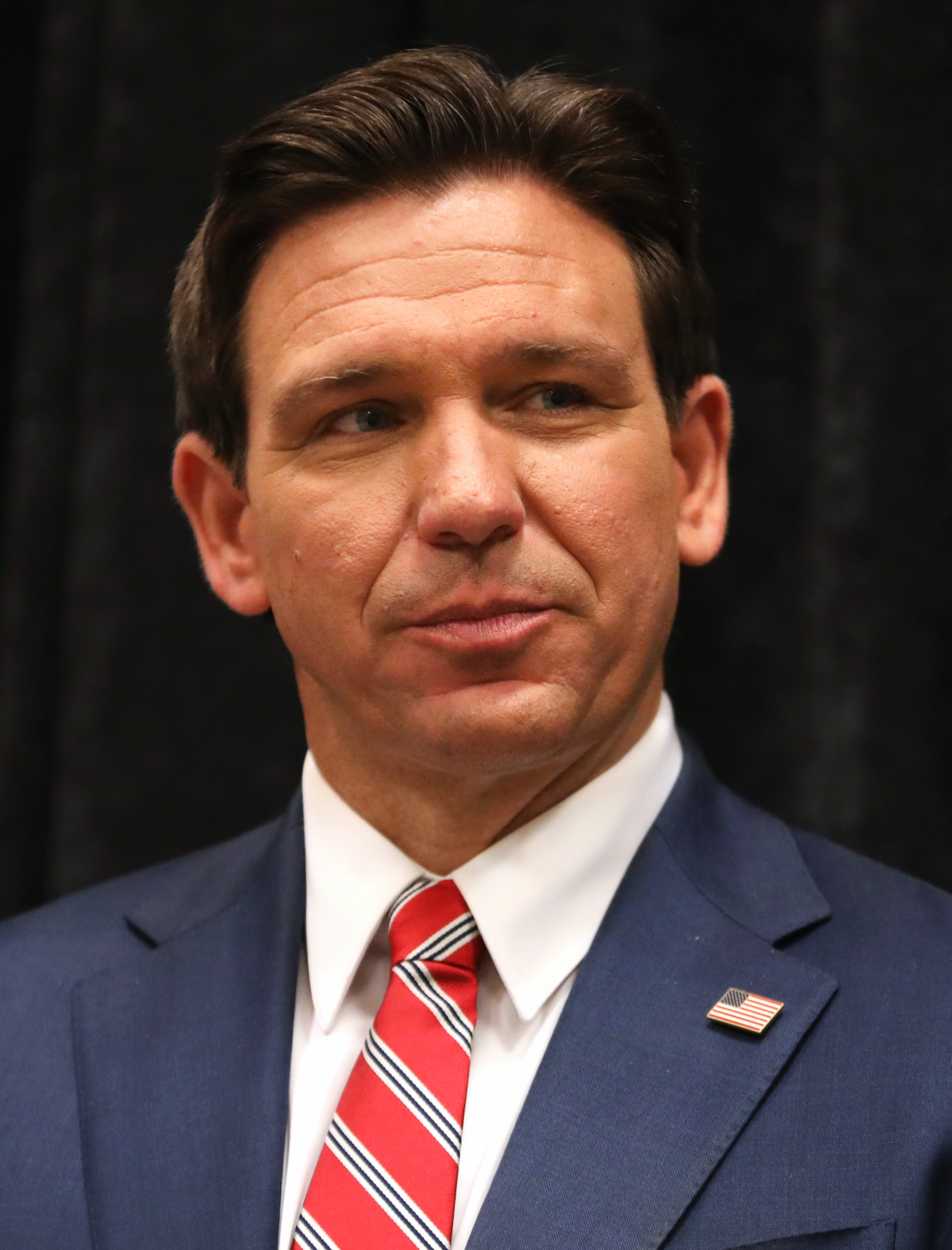
DeSantis risponde ai giornalisti dopo le elezioni primarie del Partito Repubblicano a Des Moines, in Iowa, il 9 gennaio 2024.

Il 24 maggio 2023 si candida ufficialmente alle elezioni presidenziali del 2024 annunciando la propria candidatura in un colloquio in diretta su Twitter con Elon Musk, il quale è un suo sostenitore; la diretta ha avuto alcuni problemi tecnici che hanno suscitato ilarità nel mondo politico americano e in particolar modo da parte del suo principale rivale alla nomination repubblicana Donald Trump che lo ha burlato. La sera del 21 gennaio 2024 DeSantis, dopo le elezioni del caucus in Iowa vedendo che il distacco tra lui e Trump era del 30% rinuncia alla corsa alle primarie del Partito Repubblicano, facendo un endorsement a Trump appoggiandolo per la nomination.

## Posizioni politiche
DeSantis è un conservatore legato al Tea Party. Sostiene inoltre la lobby fondamentalista protestante Family Research Council Action PAC dal 2015.

### Cannabis
DeSantis sostiene lo sviluppo del programma sull'impiego terapeutico della cannabis nello stato della Florida, ma si oppone alla sua legalizzazione per uso ricreazionale. Nonostante ciò, ha votato contro il Veterans Equal Access Amendment, un provvedimento normativo che avrebbe consentito ai veterani di guerra di accedere alla marijuana medica se raccomandato dai medici del Veterans Health Administration, nonostante lo stato riconoscesse l'uso legale della sostanza per uso terapeutico.
All'inizio del 2019, DeSantis e Matt Gaetz (membro della Camera dei rappresentanti), tennero una conferenza stampa con John Morgan, importante finanziatore del Partito Democratico e difensore dell'uso medico della marijuana ed ex-democratico, per convincere l'assemblea legislativa della Florida (organo a maggioranza repubblicana) a rimuovere la proibizione sull'uso della marijuana a fini medici.

### Contraccettivi e aborto
DeSantis si oppone a qualunque tipo di interruzione di gravidanza dopo le 15 settimane di gestazione e ha denunciato la Planned Parenthood; è allo stesso tempo contrario all'obbligo della copertura sanitaria obbligatoria imposta dallo Stato alle aziende per i contraccettivi, ed è schierato contro le organizzazioni che li forniscono.

### Istruzione
DeSantis si oppone ai programmi federali di beneficenza che sostengono l'istruzione, come No Child Left Behind Act e Race to the Top, affermando che le iniziative di promozione dell'istruzione debbano essere attuate solo a livello locale; nel 2016 ha introdotto lo Higher Education Reform and Opportunity Act, che permette ai singoli stati di creare il proprio sistema educativo.
Nel giugno del 2021 ha guidato un tentativo per mettere fuorilegge l'insegnamento della critical race theory nelle scuole pubbliche della Florida, nonostante quest'attività didattica non sia mai stata prevista da alcun curriculum educativo. Nonostante ciò, il Florida Board of Education ne ha decretato la messa fuorilegge il 10 dello stesso mese. La legge ha generato controversie ed è stata criticata anche dalla Florida Education Association, che ha accusato il Florida Board of Education di promuovere un insegnamento parziale, che taccia volutamente su alcune questioni. Ulteriori critiche hanno sottolineato come il divieto tentasse di "politicizzare l'istruzione scolastica e fare whitewashing sulla storia americana".
Il 22 giugno 2021, DeSantis firma tre nuove leggi che tolgono finanziamenti a scuole e università che sostengano "ideologie stantie" e "indottrinamenti", ma non offrendo alcun esempio specifico riguardo a cosa si riferisse o a precedenti casi avvenuti nelle scuole dello stato della Florida. La legge prevede anche un controllo sui programmi scolastici da parte dello State Board of Education e l'introduzione di lezioni sui "mali del comunismo e dei regimi totalitari". La Florida Education Association ha criticato i tentativi di limitare la libertà intellettuale e accademica nello stato, sostenendo che le leggi siano state appositamente create per intimidire gli insegnanti e sopprimere il libero scambio di idee..
Il 15 dicembre 2021 DeSantis ha annunciato una nuova legge chiamata Stop Wrongs to Our Kids and Employees Act (abbreviato in Stop WOKE Act) che permette ai genitori di far causa agli insegnanti che impartiscano elementi della critical race theory e consente l'installazione nelle classi di microfoni e videocamere a circuito chiuso per permettere di controllare le lezioni degli insegnanti.

### Ambiente
Durante la campagna elettorale del 2018 ha affermato che non nega l'esistenza del cambiamento climatico ma che allo stesso tempo non vuole essere considerato come una persona che ci crede. DeSantis sostiene inoltre la messa al bando sia della fratturazione idraulica sia l'introduzione di norme volte a rendere obbligatorie e più severe le ispezioni delle fosse settiche.
Il 16 giugno 2021, DeSantis ha firmato una legge che mette al bando nello stato della Florida la possibilità di rifornire le macchine elettriche nelle stazioni di servizio; il 21 giugno dello stesso anno una nuova legge firmata da DeSantis proibisce a tutte le gestioni locali all'interno dello Stato di porre qualunque tipo di restrizione tesa al risparmio di energia elettrica o carbon fossile. Al momento dell'approvazione della legge, numerose grandi città della Florida, tra cui Orlando, St. Petersburg, Tallahassee, Dunedin, Largo, Satellite Beach, Gainesville, Sarasota, Safety Harbor e Miami Beach, stavano ottenendo grandi progressi attraverso la produzione di energia proveniente da fonti rinnovabili.

### Armi da fuoco
DeSantis si oppone a qualunque controllo e restrizione sulle armi da fuoco e ha ricevuto per questo un A+ come voto da parte della National Rifle Association of America. Ha affermato anche di opporsi a qualunque tipo di regolamentazione per l'acquisizione di armi.
Dopo la sparatoria alla Stoneman Douglas High School, avvenuta a Parkland nel 2018, DeSantis ha dato il suo supporto per arruolare agenti delle forze dell'ordine in pensione o veterani dell'esercito come guardie armate all'interno degli istituti scolastici. Ha invece criticato la legislazione del governatore Rick Scott per aver firmato una legge che vietava i fucili d'assalto, per aver istituito un periodo d'attesa di tre giorni per l'acquisto di un'arma da fuoco e per aver alzato l'età legale per il loro acquisto dai 18 ai 21 anni.
Nel novembre 2020 DeSantis ha proposto una estensione della legge Stand-your-ground sulla difesa della proprietà privata in Florida che permette a tutti i possessori di armi da fuoco di uccidere a vista individui che ritengono essere saccheggiatori e che prevede aggravanti per "manifestazioni violente e disordini".

### Sanità pubblica
DeSantis si oppone alle leggi del Patient Protection e Affordable Care Act, nonché alle organizzazioni che contribuiscono a sostenere le spese mediche per le persone che non possono permettersele.
Il 29 marzo 2021 ha annunciato che avrebbe firmato un ordine esecutivo per proibire i passaporti vaccinali in Florida.

### Politica estera
DeSantis ha minimizzato le responsabilità della Russia durante l'invasione dell'Ucraina del 2022, ed ha dichiarato che la difesa dell'Ucraina non corrispondeva alle priorità di sicurezza nazionale degli Stati Uniti. Ha inoltre definito gli scontri come parte di una classica disputa territoriale, creando malumori all'interno dello stesso partito Repubblicano.
Nonostante questo ha condannato l'invasione e definito Vladimir Putin "criminale di guerra", ridicolizzando la dipendenza russa all'esportazione di combustibili fossili e dichiarando: "Penso che abbia grandi ambizioni [Putin]. Penso che sia ostile agli Stati Uniti, ma penso che la cosa che abbiamo visto è che non ha la capacità convenzionale di realizzare le sue ambizioni. In pratica [la Russia] è una stazione di servizio con un mucchio di armi nucleari, e una delle cose che potremmo fare meglio è usare le nostre risorse energetiche negli Stati Uniti".
Riguardo ai rapporti con Israele ha dichiarato: "I rapporti USA-Israele dovrebbero essere a prova di bomba. Non abbiamo un alleato migliore in Medio Oriente." Riguardo la posizione non favorevole del presidente degli Stati Uniti Joe Biden riguardo la riforma giudiziaria israeliana del 2023, DeSantis ha detto: "[...] [l'amministrazione Biden] è più interessata a prostrarsi davanti all'Iran che a difendere i nostri alleati. E quindi, sapete, la mia posizione come presidente includerebbe un rapporto molto forte tra Stati Uniti e Israele, qualcosa di cui gli americani possono essere orgogliosi."
Ha definito l'accordo sul nucleare iraniano "disastro totale" e attaccato Biden dicendo che le concessioni economiche agli iraniani servono a Teheran per fomentare il terrorismo, aggiungendo che il governo iraniano comprende solo la diplomazia della forza (in campo diplomatico, economico e militare).
Oltre ad aver accusato Barack Obama di un atteggiamento morbido verso Cuba, ha constatato che gli affari economici intrapresi con la Cina non hanno contribuito a una sua apertura verso la democratizzazione (e come governatore della Florida ha adottato una serie di misure per limitare l'influenza dei cinesi nello stato).

## Vita privata

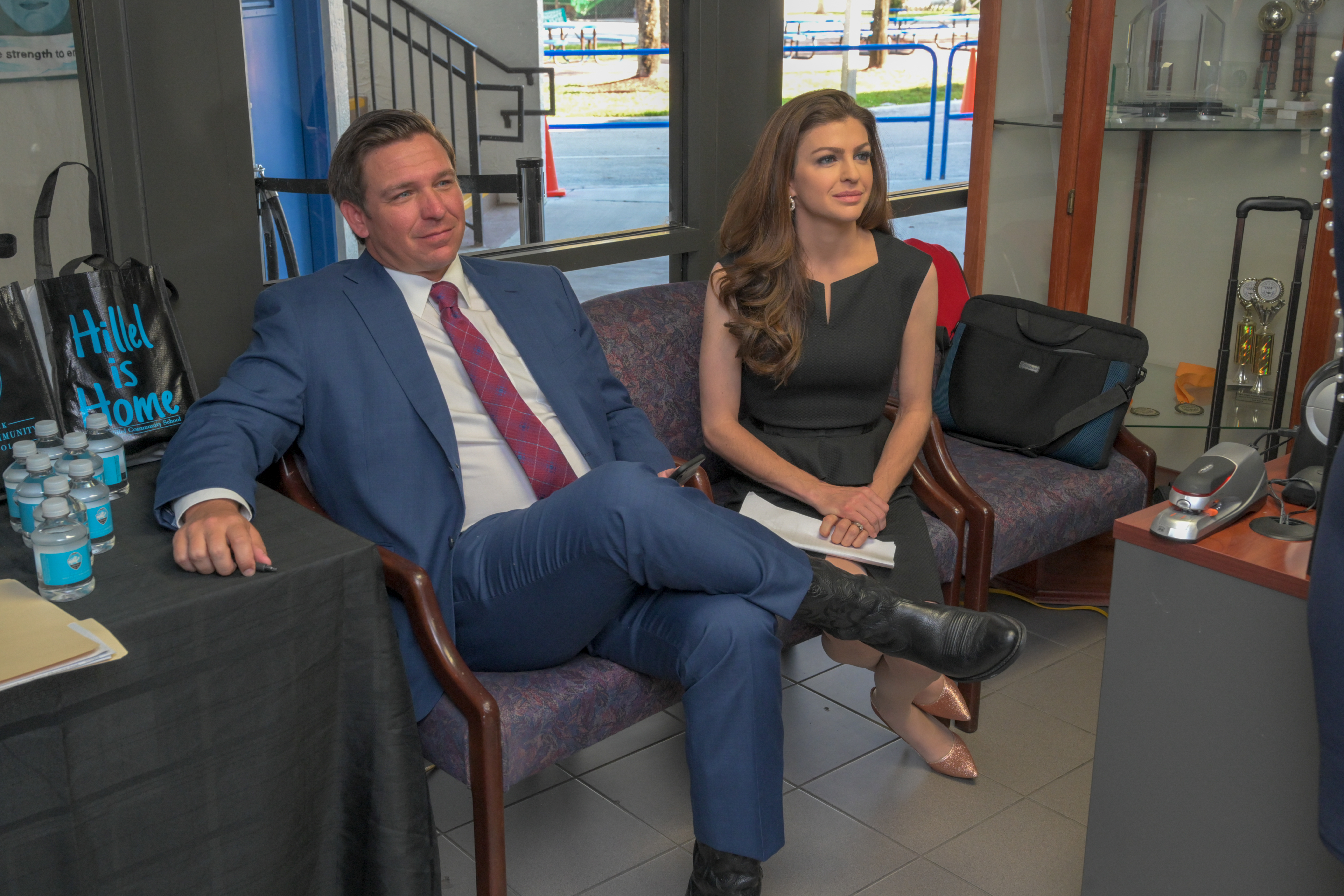
Ron DeSantis e sua moglie Casey nel gennaio 2019

Ron DeSantis è un cristiano cattolico. Nel 2010 si è sposato con Casey Black, ex conduttrice televisiva per Golf Channel e WJXT, vincitrice di un Emmy Award, da cui ha avuto tre figli. Hanno vissuto a Ponte Vedra Beach, prima di trasferirsi a Palm Coast, a nord di Daytona Beach. DeSantis è membro dell'associazione dei Veterans of Foreign Wars e dell'American Legion.
La sorella più giovane, Christina Marie DeSantis, diplomatasi nel 2003 alla Dunedin High School per poi frequentare la Florida State University, è morta inaspettatamente il 12 maggio 2015 a Londra all'età di trent'anni. Al momento della morte era fidanzata con Stephan Pasiewicz, un consulente finanziario londinese che aveva lavorato alla KPMG a Charlotte, nella Carolina del Nord. In un primo momento non era stata rivelata la causa del decesso, ma lo stesso DeSantis ha poi rivelato come la donna sia deceduta a causa di un tumore.